# 1855 au théâtre
| Années du théâtre : 1852 - 1853 - 1854 - 1855 - 1856 - 1857 - 1858    |
| Décennies du théâtre : 1820 - 1830 - 1840 - 1850 - 1860 - 1870 - 1880 |

## Pièces de théâtre représentées
- 27 janvier : Dans les Nuages, comédie-vaudeville des Frères Cogniard  et Gabriel N., au théâtre des Folies-Dramatiques
- 27 avril : Le Monde-Camelotte, comédie-vaudeville des Frères Cogniard et Monsieur Bourdois, au théâtre du Palais-Royal
- 28 novembre 1855 (10 décembre dans le calendrier grégorien) : Le Mariage de Kretchinski d'Aleksandre Soukhovo-Kobyline représenté au Théâtre Maly.
- 8 décembre : Le Royaume du Calembour, revue mêlée de chants des Frères Cogniard et Monsieur Clairville, au théâtre des Variétés

## Décès
- 3 mars : Hippolyte Bis, auteur dramatique et librettiste français.
- Date précise inconnue ou non renseignée :
  - Jules Lacourière, acteur français, né le 29 janvier 1818.